# Ваксевська котловина
42°09′54″ пн. ш. 22°51′21″ сх. д. / 42.1649303° пн. ш. 22.855854° сх. д.
Ваксевська котловина — невелика котловина у західній Болгарії, Кюстендильської області, в історичному та географічному районі Пиянець.
Котловина у формі розширення долини річки Єлешниця (права притока Струми) і правої притоки Речиці між найсхіднішими відрогами Осоговської гори і найпівнічнішими  Влахінської гори.  Вона має форму розташованої на північ та північний-схід латинської букви "Y"  довжиною 4 - 5 км і шириною до 1 км.  Клімат перехідний континентальний.  Уздовж двох річок ґрунти - алювіально-лукові, а на схилах котловини - місцями вилужені коричневі лісові.  На основі цих двох показників (кліматичних і ґрунтових) розвинуте садівництво (сливи і яблука), виробництво тютюну і тваринництво.
Єдине в котловині село -Ваксево.
По всій її довжині з півночі на південь, протягом 5  кілометрів проходить ділянка дороги третього класу № 622 дорожньої мережі  Невестино - Ваксево - контрольно - пропускний пункт «Невестино» - Делчево в Республіці Північна Македонія.  Прикордонний пункт "Невестино" з болгарської сторони та прикордонний пункт "Делчево" з македонської  ще не добудовані  і перетин кордону неможливий.

## Топографічна карта
- Аркуш карти K- Кюстендил. Масштаб: 1 : 100 000. (болг.)